# Hermann Schmidt
Hermann Schmidt (Elberfeld, 3 de noviembre de 1892-Bad Godesberg, 2 de enero de 1978) fue un geólogo y paleontólogo alemán.
Después del abitur estudió ciencias naturales en Erlangen, Friburgo, Viena y en la Universidad de Gotinga, a pesar de la interrupción que supuso la Primera Guerra Mundial, donde realizó el servicio militar. Se doctoró con Hans Stille en 1920. Trabajó en el Preußische Geologische Landesanstalt durante dos años. Entre 1922 y 1961 fue conservador de la colección de paleontología y geología en la Universidad de Gotinga, además de ocupar un puesto de profesor de paleontología al principio, y luego de geología y estratigrafía.
Estudió la estratigrafía del Devónico y del Carbonífero, especialmente en el Macizo Esquistoso Renano. Destacó por sus conocimientos en la cronología de goniatítidos y por su labor pionera en paleoecología.
En 1954 recibió la Medalla Hans Stille y en 1974 la Medalla Gustav Steinmann. La Sociedad Paleontológica le nombró miembro de honor en 1957.